# Dedi
Dedi von Djed-Snofru ist der Name eines mythischen altägyptischen Zauberers, der in einer der fünf Sagen des Papyrus Westcar (Mittleres Reich) auftritt und am Hofe des Königs (Pharao) Cheops (4. Dynastie) ein Wunder vollbringt.

## Die literarische Person
Dedi erscheint nur in der vierten Geschichte des Papyrus Westcar – historisch oder gar archäologisch belegt ist er nicht. Allerdings ist diese literarische Figur für die Ägyptologie von großer Wichtigkeit, da sein im Papyrus geschilderter Zaubertrick mit der späteren Rezeption des Charakters des Pharao Cheops zusammenhängt und Letzteres bis heute Gegenstand kontroverser Debatten ist.

## Die Geschichte von Dedi
Dem Papyrus zufolge wird Dedi in den Palast von Cheops eingeladen, da er fähig sei, geköpfte Lebewesen wieder lebendig werden zu lassen und außerdem Informationen über ein Heiligtum besitze, nach dem Cheops seit Längerem suche. Den fragwürdigen Vorschlag Cheops’, einen zum Tode verurteilten Kriminellen enthaupten zu lassen, um sich von Dedis Zauberkräften zu überzeugen, lehnt der Magier empört ab. Dedi köpft daraufhin stattdessen eine Gans, einen nicht näher bestimmbaren Vogel und einen Stier und fügt deren jeweilige Köpfe wieder an, ohne dass die Tiere dabei umkommen. Dann offenbart Dedi Cheops noch eine Prophezeiung, die sich um ein nicht näher definierbares Objekt dreht, welches Cheops so begehrt und das der Herrscher von den Begründern einer neuen Dynastie erhalten soll. Cheops ist zunächst enttäuscht zu erfahren, dass seine Dynastie bald zu Ende gehen soll, doch Dedi tröstet den Herrscher damit, dass erst noch drei Söhne des Cheops regieren würden, bevor der Überbringer des Objekts an die Macht kommt. Als Dedi dem König verspricht, eine Flut zu erzeugen, die Cheops’ Barke sicher zum Erfüller der Prophezeiung bringt, veranlasst Cheops, dass Dedi zum Dank fortan bei seinem Sohn Djedefhor im Palast wohnt.

## Moderne Betrachtungen
Zaubereihistoriker und Ägyptologen (z. B. Adolf Erman) halten die Berichte über Dedis angebliche Zauberkräfte für reine Folklore. Zauberkunststücke, bei denen scheinbar Köpfe von Tieren abgetrennt und wieder angesetzt werden, sind in ihrer Ausführung erst seit wenigen Jahrhunderten bekannt. Verena M. Lepper und Miriam Liechtheim widersprechen einer Bewertung als „Folklore“ entschieden, da in zeitlich späteren Schriftstücken immer wieder literarische Heldenfiguren mit Zauberkräften auftreten, die denen des Dedi ähneln und offensichtlich den Sagen des Papyrus Westcar nachempfunden sind. Dedi muss daher späteren Verfassern von Heldengeschichten bekannt gewesen sein, weshalb seine Person Lepper und Liechtheim zufolge nicht zu einer bloßen Folklore-Erzählung passt.